# Дискографія The Weeknd
Дискографія The Weeknd складається з чотирьох студійних альбомів, трьох мікстейпів, одного мініальбома, двох збірників та сорока трьох синглів.

## Альбоми

### Студійні альбоми
| Назва                     | Подробиці | Найвища позиція в чартах | Найвища позиція в чартах | Найвища позиція в чартах | Найвища позиція в чартах | Найвища позиція в чартах | Найвища позиція в чартах | Найвища позиція в чартах | Найвища позиція в чартах | Найвища позиція в чартах | Найвища позиція в чартах | Продажі                            | Сертифікації |
| Назва                     | Подробиці | CAN                      | AUS                      | DEN                      | FRA                      | GER                      | NLD                      | NZ                       | SWE                      | UK                       | US                       | Продажі                            | Сертифікації |
| ------------------------- | --- | ------------------------ | ------------------------ | ------------------------ | ------------------------ | ------------------------ | ------------------------ | ------------------------ | ------------------------ | ------------------------ | ------------------------ | ---------------------------------- | --- |
| Kiss Land                 | - Випущено: 10 вересня 2013 - Лейбли: XO, Republic - Формати: CD, ГП, цифрове завантаження, стрімінг         | 2                        | 30                       | 6                        | 93                       | 93                       | —                        | 52                       | 60                       | 12                       | 2                        |                                    | - MC: Золотий - BPI: Срібний - RIAA: Золотий |
| Beauty Behind the Madness | - Випущено: 28 серпня 2015 - Лейбли: XO, Republic - Формати: CD, ГП, цифрове завантаження, стрімінг, касета  | 1                        | 1                        | 2                        | 6                        | 7                        | 2                        | 2                        | 1                        | 1                        | 1                        | - США: 1,230,000 - Світ: 3,600,000 | - MC: 5× Платиновий - ARIA: 2× Платиновий - BPI: Платиновий - BVMI: Золотий - IFPI DEN: 3× Платиновий - IFPI SWE: Платиновий - RIAA: 4× Платиновий                       |
| Starboy                   | - Випущено: 25 листопада 2016 - Лейбли: XO, Republic - Формати: CD, ГП, цифрове завантаження, стрімінг       | 1                        | 1                        | 1                        | 10                       | 10                       | 3                        | 5                        | 1                        | 5                        | 1                        | - США: 484,000                     | - MC: 3× Платиновий - ARIA: Платиновий - BPI: Платиновий - BVMI: Золотий - IFPI DEN: 4× Платиновий - IFPI SWE: 2× Платиновий - RIAA: 3× Платиновий - SNEP: 2× Платиновий |
| After Hours               | - Випущено: 20 березня 2020 - Лейбли: XO, Republic - Формати: CD, ГП, цифрове завантаження, стрімінг, касета | 1                        | 1                        | 1                        | 2                        | 5                        | 1                        | 1                        | 1                        | 1                        | 1                        | - США: 547,700                     | - MC: 2× Платиновий - BPI: Золотий - IFPI DEN: Платиновий - RMNZ: Платиновий - SNEP: Золотий                                                                             |

### Збірники
| Назва               | Подробиці | Найвища позиція в чартах | Найвища позиція в чартах | Найвища позиція в чартах | Найвища позиція в чартах | Найвища позиція в чартах | Найвища позиція в чартах | Найвища позиція в чартах | Найвища позиція в чартах | Продажі           | Сертифікації                                                                    |
| Назва               | Подробиці | CAN                      | AUS                      | DEN                      | FRA                      | GER                      | NLD                      | UK                       | US                       | Продажі           | Сертифікації                                                                    |
| ------------------- | --- | ------------------------ | ------------------------ | ------------------------ | ------------------------ | ------------------------ | ------------------------ | ------------------------ | ------------------------ | ----------------- | ------------------------------------------------------------------------------- |
| Trilogy             | - Випущено: 8 листопада 2012 - Лейбли: XO, Republic - Формати: CD, ГП, цифрове завантаження, стрімінг                                   | 5                        | 93                       | 22                       | 128                      | 90                       | 48                       | 37                       | 4                        | - Світ: 3,280,000 | - MC: 2× Платиновий - BPI: Золотий - IFPI DEN: Платиновий - RIAA: 3× Платиновий |
| The Weeknd in Japan | - Випущено: 21 листопада 2018 (лише Японія) - Лейбли: XO, Republic, Universal Music Japan - Формати: CD, цифрове завантаження, стрімінг | —                        | —                        | —                        | —                        | —                        | —                        | —                        | —                        |                   |                                                                                 |
| The Highlights      | - Випущено: 5 лютого 2021 - Лейбли: XO, Republic - Формати: CD                                                                          | —                        | —                        | —                        | —                        | —                        | —                        | —                        | —                        |                   |                                                                                 |

### Мікстейпи
| Назва             | Подробиці                                                                                        | Сертифікації   |
| ----------------- | ------------------------------------------------------------------------------------------------ | -------------- |
| House of Balloons | - Випущено: 21 березня 2011 - Лейбл: XO - Формат: цифрове завантаження, CD, ГП, стрімінг, касета | - BPI: Срібний |
| Thursday          | - Випущено: 18 серпня 2011 - Лейбл: XO - Формат: цифрове завантаження, CD, ГП, стрімінг, касета  |                |
| Echoes of Silence | - Випущено: 21 грудня 2011 - Лейбл: XO - Формат: цифрове завантаження, CD, ГП, стрімінг, касета  |                |

## Мініальбоми
| Назва              | Подробиці                                                                                           | Найвищі позиції в чартах | Найвищі позиції в чартах | Найвищі позиції в чартах | Найвищі позиції в чартах | Найвищі позиції в чартах | Найвищі позиції в чартах | Найвищі позиції в чартах | Найвищі позиції в чартах | Найвищі позиції в чартах | Найвищі позиції в чартах | Продажі        | Сертифікації                                     |
| Назва              | Подробиці                                                                                           | CAN                      | AUS                      | DEN                      | FRA                      | GER                      | NLD                      | NZ                       | SWE                      | UK                       | US                       | Продажі        | Сертифікації                                     |
| ------------------ | --------------------------------------------------------------------------------------------------- | ------------------------ | ------------------------ | ------------------------ | ------------------------ | ------------------------ | ------------------------ | ------------------------ | ------------------------ | ------------------------ | ------------------------ | -------------- | ------------------------------------------------ |
| My Dear Melancholy | - Випущено: 30 березня 2018 - Лейбл: XO, Republic - Формати: CD, ГП, цифрове завантаження, стрімінг | 1                        | 3                        | 1                        | 17                       | 7                        | 3                        | 2                        | 1                        | 3                        | 1                        | - США: 117 000 | - MC: Золотий - BPI: Золотий - IFPI DEN: Золотий |

## Сингли

### Як головний артист
| Назва                                       | Рік  | Найвища позиція в чартах | Найвища позиція в чартах | Найвища позиція в чартах | Найвища позиція в чартах | Найвища позиція в чартах | Найвища позиція в чартах | Найвища позиція в чартах | Найвища позиція в чартах | Найвища позиція в чартах | Найвища позиція в чартах | Сертифікації | Альбоми                                                          |
| Назва                                       | Рік  | CAN                      | AUS                      | DEN                      | FRA                      | GER                      | NLD                      | NZ                       | SWE                      | UK                       | US                       | Сертифікації | Альбоми                                                          |
| ------------------------------------------- | ---- | ------------------------ | ------------------------ | ------------------------ | ------------------------ | ------------------------ | ------------------------ | ------------------------ | ------------------------ | ------------------------ | ------------------------ | --- | ---------------------------------------------------------------- |
| «Wicked Games»                              | 2012 | 43                       | —                        | —                        | —                        | —                        | —                        | —                        | —                        | 152                      | 53                       | - MC: Золотий - BPI: Срібний - IFPI DEN: Золотий - RIAA: 3× Платиновий | Trilogy                                                          |
| «Twenty Eight»                              | 2012 | —                        | —                        | —                        | —                        | —                        | —                        | —                        | —                        | 150                      | —                        | - RIAA: Платиновий | Trilogy                                                          |
| «The Zone» (за участі Дрейка)               | 2012 | —                        | —                        | —                        | —                        | —                        | —                        | —                        | —                        | —                        | —                        | - RIAA: Платиновий | Trilogy                                                          |
| «Kiss Land»                                 | 2013 | —                        | —                        | —                        | —                        | —                        | —                        | —                        | —                        | —                        | —                        | | Kiss Land                                                        |
| «Belong to the World»                       | 2013 | —                        | —                        | —                        | —                        | —                        | —                        | —                        | —                        | —                        | —                        | | Kiss Land                                                        |
| «Love in the Sky»                           | 2013 | —                        | —                        | —                        | —                        | —                        | —                        | —                        | —                        | —                        | —                        | | Kiss Land                                                        |
| «Live For» (за участі Дрейка)               | 2013 | —                        | —                        | —                        | —                        | —                        | —                        | —                        | —                        | 111                      | —                        | | Kiss Land                                                        |
| «Pretty»                                    | 2013 | —                        | —                        | —                        | —                        | —                        | —                        | —                        | —                        | —                        | —                        | | Kiss Land                                                        |
| «Wanderlust»                                | 2014 | 45                       | —                        | —                        | —                        | —                        | —                        | —                        | —                        | —                        | —                        | - MC: Золотий | Kiss Land                                                        |
| «Often»                                     | 2014 | 69                       | —                        | —                        | —                        | —                        | 65                       | —                        | 55                       | 65                       | 59                       | - MC: Золотий - BPI: Платиновий - BVMI: Золотий - IFPI DEN: Платиновий - IFPI SWE: Платиновий - RIAA: 4× Платиновий                                                                               | Beauty Behind the Madness                                        |
| «Love Me Harder» (з Аріаною Ґранде)         | 2014 | 10                       | 19                       | 18                       | 27                       | 35                       | 12                       | 28                       | 26                       | 48                       | 7                        | - MC: 2× Платиновий - ARIA: Платиновий - BPI: Золотий - IFPI DEN: Платиновий - IFPI SWE: Платиновий - RIAA: 3× Платиновий                                                                         | My Everything                                                    |
| «Earned It»                                 | 2014 | 8                        | 13                       | 2                        | 2                        | 17                       | 8                        | 7                        | 7                        | 4                        | 3                        | - MC: 5× Платиновий - ARIA: Платиновий - BPI: 2× Платиновий - BVMI: Золотий - IFPI DEN: 2× Платиновий - IFPI SWE: 3× Платиновий - RIAA: 7× Платиновий - RMNZ: Платиновий - SNEP: Золотий          | Fifty Shades of Grey: Original Motion Picture Soundtrack         |
| «The Hills»                                 | 2015 | 1                        | 3                        | 11                       | 11                       | 10                       | 29                       | 2                        | 12                       | 3                        | 1                        | - MC: 7× Платиновий - ARIA: 3× Платиновий - BPI: 3× Платиновий - BVMI: 3× Золотий - IFPI DEN: Платиновий - IFPI SWE: 3× Платиновий - RIAA: 11× Платиновий - RMNZ: 2× Платиновий                   | Beauty Behind the Madness                                        |
| «Can't Feel My Face»                        | 2015 | 1                        | 2                        | 1                        | 5                        | 14                       | 3                        | 1                        | 6                        | 3                        | 1                        | - MC: 8× Платиновий - ARIA: 4× Платиновий - BPI: 2× Платиновий - BVMI: Платиновий - IFPI DEN: 2× Платиновий - IFPI SWE: 6× Платиновий - RIAA: 8× Платиновий - RMNZ: 3× Платиновий - SNEP: Золотий | Beauty Behind the Madness                                        |
| «In the Night»                              | 2015 | 12                       | 13                       | 26                       | 124                      | 72                       | 22                       | 22                       | 40                       | 48                       | 12                       | - MC: 2× Платиновий - ARIA: Платиновий - BPI: Срібний - IFPI DEN: Золотий - IFPI SWE: Платиновий - RIAA: 2× Платиновий - RMNZ: Золотий                                                            | Beauty Behind the Madness                                        |
| «Acquainted»                                | 2015 | 73                       | 96                       | —                        | —                        | —                        | —                        | —                        | —                        | 90                       | 60                       | - MC: Платиновий - BPI: Срібний - RIAA: 3× Платиновий | Beauty Behind the Madness                                        |
| «Starboy» (за участі Daft Punk)             | 2016 | 1                        | 2                        | 1                        | 1                        | 3                        | 1                        | 1                        | 1                        | 2                        | 1                        | - MC: Diamond - ARIA: 4× Платиновий - BPI: 3× Платиновий - BVMI: 3× Золотий - IFPI DEN: 2× Платиновий - IFPI SWE: 4× Платиновий - RIAA: 8× Платиновий - RMNZ: 2× Платиновий - SNEP: Diamond       | Starboy                                                          |
| «I Feel It Coming» (за участі Daft Punk)    | 2016 | 10                       | 7                        | 6                        | 1                        | 29                       | 4                        | 7                        | 5                        | 9                        | 4                        | - MC: 5× Платиновий - ARIA: 3× Платиновий - BPI: Платиновий - BVMI: Золотий - IFPI DEN: Платиновий - IFPI SWE: 3× Платиновий - RIAA: 4× Платиновий - RMNZ: Платиновий - SNEP: Diamond             | Starboy                                                          |
| «Party Monster»                             | 2016 | 8                        | 33                       | 16                       | 88                       | 34                       | 27                       | 27                       | 26                       | 17                       | 16                       | - MC: 3× Платиновий - ARIA: Золотий - BPI: Срібний - IFPI DEN: Золотий - RIAA: 2× Платиновий | Starboy                                                          |
| «Reminder»                                  | 2017 | 16                       | —                        | —                        | 74                       | 93                       | 60                       | —                        | 76                       | 39                       | 31                       | - MC: 3× Платиновий - BPI: Срібний - IFPI DEN: Золотий - RIAA: 2× Платиновий | Starboy                                                          |
| «Rockin'»                                   | 2017 | 25                       | —                        | —                        | 176                      | 60                       | 25                       | —                        | 12                       | 26                       | 44                       | - MC: Платиновий | Starboy                                                          |
| «Die for You»                               | 2017 | 35                       | —                        | —                        | 137                      | —                        | 96                       | —                        | —                        | 74                       | 43                       | - MC: 2× Платиновий - BPI: Срібний - RIAA: 2× Платиновий | Starboy                                                          |
| «Secrets»                                   | 2017 | 27                       | —                        | —                        | 114                      | —                        | 55                       | —                        | 77                       | 47                       | 47                       | - MC: Платиновий - RIAA: Платиновий | Starboy                                                          |
| «Pray for Me» (з Кендріком Ламаром)         | 2018 | 5                        | 9                        | 6                        | 14                       | 24                       | 22                       | 12                       | 4                        | 11                       | 7                        | - MC: 3× Платиновий - ARIA: Платиновий - BPI: Золотий - IFPI DEN: Золотий - IFPI SWE: Платиновий - RIAA: 2× Платиновий - RMNZ: Золотий - SNEP: Золотий                                            | Black Panther: The Альбом — Music from and Inspired By           |
| «Call Out My Name»                          | 2018 | 1                        | 3                        | 3                        | 22                       | 7                        | 14                       | 7                        | 6                        | 7                        | 4                        | - MC: 2× Платиновий - ARIA: 2× Платиновий - BPI: Платиновий - IFPI DEN: Золотий - IFPI SWE: Золотий - RIAA: 3× Платиновий - RMNZ: Золотий - SNEP: Золотий                                         | My Dear Melancholy                                               |
| «Lost in the Fire» (з Gesaffelstein)        | 2019 | 14                       | 24                       | 17                       | 78                       | 49                       | 60                       | —                        | 9                        | 9                        | 27                       | - MC: Платиновий - ARIA: Золотий - BPI: Срібний - RIAA: Золотий | Hyperion                                                         |
| «Power Is Power» (з SZA і Тревісом Скоттом) | 2019 | 50                       | 30                       | —                        | —                        | —                        | —                        | —                        | 41                       | 45                       | 90                       | | For the Throne: Music Inspired by the HBO Series Game of Thrones |
| «Heartless»                                 | 2019 | 3                        | 10                       | —                        | 69                       | 36                       | 30                       | 13                       | 27                       | 10                       | 1                        | - MC: 2× Платиновий - ARIA: Платиновий - BPI: Срібний - RIAA: Платиновий | After Hours                                                      |
| «Blinding Lights»                           | 2019 | 1                        | 1                        | 1                        | 1                        | 1                        | 1                        | 1                        | 1                        | 1                        | 1                        | - MC: 7× Платиновий - ARIA: 6× Платиновий - BPI: 4× Платиновий - BVMI: Diamond - IFPI DEN: 3× Платиновий - RMNZ: 4× Платиновий - RIAA: Платиновий - SNEP: Diamond                                 | After Hours                                                      |
| «In Your Eyes»                              | 2020 | 13                       | 13                       | 5                        | 31                       | 68                       | 20                       | 24                       | 7                        | 17                       | 16                       | - MC: 2× Платиновий - ARIA: Платиновий - BPI: Срібний - IFPI DEN: Золотий - SNEP: Платиновий | After Hours                                                      |
| «Smile» (з Juice Wrld)                      | 2020 | 7                        | 8                        | 24                       | 152                      | 57                       | 47                       | 12                       | 17                       | 23                       | 8                        | | Legends Never Die                                                |
| «Save Your Tears»                           | 2020 | 4                        | 29                       | 14                       | 64                       | 39                       | 33                       | —                        | 24                       | 34                       | 20                       | | After Hours                                                      |
| «Over Now» (з Кельвіном Гаррісом)           | 2020 | 22                       | 17                       | 31                       | 124                      | 92                       | 83                       | 38                       | 15                       | 33                       | 38                       | | Неальбомний синглs                                               |
| «Hawái» (ремікс) (з Малумою)                | 2020 | 21                       | —                        | —                        | —                        | 62                       | 21                       | —                        | 28                       | —                        | 12                       | | Неальбомний синглs                                               |

### Як запрошений артист
| Назва                                                                           | Рік  | Найвища позиція в чартах | Найвища позиція в чартах | Найвища позиція в чартах | Найвища позиція в чартах | Найвища позиція в чартах | Найвища позиція в чартах | Найвища позиція в чартах | Найвища позиція в чартах | Найвища позиція в чартах | Найвища позиція в чартах | Сертифікації                                                                              | Альбом                                                               |
| Назва                                                                           | Рік  | CAN                      | AUS                      | BEL                      | DEN                      | NLD                      | NZ                       | UK                       | UK<br>R&amp;B            | US                       | US R&B /HH               | Сертифікації                                                                              | Альбом                                                               |
| ------------------------------------------------------------------------------- | ---- | ------------------------ | ------------------------ | ------------------------ | ------------------------ | ------------------------ | ------------------------ | ------------------------ | ------------------------ | ------------------------ | ------------------------ | ----------------------------------------------------------------------------------------- | -------------------------------------------------------------------- |
| «Crew Love» (Дрейк за участі the Weeknd)                                        | 2012 | 80                       | —                        | —                        | —                        | —                        | —                        | 37                       | 7                        | 80                       | 9                        | - BPI: Срібний - RIAA: Платиновий                                                         | Take Care                                                            |
| «Remember You» (Wiz Khalifa за участі the Weeknd)                               | 2012 | —                        | —                        | —                        | —                        | —                        | —                        | 186                      | 31                       | 63                       | 15                       | - RIAA: Платиновий                                                                        | O.N.I.F.C.                                                           |
| «One of Those Nights» (Juicy J за участі the Weeknd)                            | 2013 | —                        | —                        | —                        | —                        | —                        | —                        | —                        | —                        | —                        | —                        |                                                                                           | Stay Trippy (Deluxe)                                                 |
| «Odd Look» (Remix) (Kavinsky за участі the Weeknd)                              | 2013 | —                        | —                        | 10                       | —                        | —                        | —                        | —                        | —                        | —                        | —                        |                                                                                           | OutRun                                                               |
| «Elastic Heart» (Sia за участі the Weeknd і Diplo)                              | 2013 | —                        | 67                       | 35                       | 21                       | 46                       | 7                        | 61                       | —                        | —                        | —                        | - IFPI DEN: Золотий - RMNZ: Платиновий                                                    | The Hunger Games: Catching Fire — Original Motion Picture Soundtrack |
| «Or Nah» (Remix) (Ty Dolla Sign за участі the Weeknd, Wiz Khalifa і DJ Mustard) | 2014 | —                        | —                        | —                        | —                        | —                        | —                        | —                        | —                        | —                        | —                        |                                                                                           | Неальбомний сингл                                                    |
| «Drinks on Us» (Mike Will Made It за участі Swae Lee, Future і the Weeknd)      | 2015 | —                        | —                        | —                        | —                        | —                        | —                        | —                        | —                        | —                        | —                        |                                                                                           | Ransom                                                               |
| «Might Not» (Belly за участі the Weeknd)                                        | 2015 | 28                       | —                        | —                        | —                        | —                        | —                        | —                        | —                        | 68                       | 21                       | - MC: 2× Платиновий - RIAA: Платиновий                                                    | Up For Days                                                          |
| «Wonderful» (Тревіс Скотт за участі the Weeknd)                                 | 2016 | —                        | —                        | —                        | —                        | —                        | —                        | —                        | —                        | —                        | —                        | - MC: Платиновий                                                                          | Birds in the Trap Sing McKnight                                      |
| «Low Life» (Future за участі the Weeknd)                                        | 2016 | 25                       | 96                       | —                        | —                        | 91                       | 30                       | —                        | 26                       | 18                       | 6                        | - MC: Платиновий - ARIA: Золотий - BPI: Срібний - IFPI DEN: Золотий - RIAA: 7× Платиновий | Evol                                                                 |
| «Wild Love» (Cashmere Cat за участі the Weeknd і Francis and the Lights)        | 2016 | —                        | —                        | —                        | —                        | —                        | —                        | —                        | —                        | —                        | —                        |                                                                                           | 9                                                                    |
| «Some Way» (Nav за участі the Weeknd)                                           | 2017 | 31                       | —                        | —                        | —                        | —                        | —                        | —                        | —                        | —                        | 38                       | - MC: 2× Платиновий - RIAA: Платиновий                                                    | Nav                                                                  |
| «Lust for Life» (Лана Дель Рей за участі the Weeknd)                            | 2017 | 39                       | 44                       | —                        | —                        | —                        | —                        | 38                       | —                        | 64                       | —                        | - BPI: Срібний                                                                            | Lust for Life                                                        |
| «A Lie» (French Montana за участі the Weeknd і Max B)                           | 2017 | 30                       | 71                       | —                        | —                        | —                        | —                        | 51                       | 12                       | 75                       | —                        |                                                                                           | Jungle Rules                                                         |
| «What You Want» (Belly за участі the Weeknd)                                    | 2018 | 47                       | —                        | —                        | —                        | —                        | —                        | —                        | —                        | —                        | —                        | - MC: Золотий                                                                             | Immigrant                                                            |
| «Wake Up» (Тревіс Скотт за участі the Weeknd)                                   | 2019 | 27                       | 67                       | —                        | —                        | —                        | 28                       | —                        | —                        | 30                       | 21                       | - MC: Платиновий - ARIA: Золотий                                                          | Astroworld                                                           |

### Промосингли
| Назва                                     | Рік  | Найвища позиція в чартах | Найвища позиція в чартах | Найвища позиція в чартах | Найвища позиція в чартах | Найвища позиція в чартах | Найвища позиція в чартах | Найвища позиція в чартах | Найвища позиція в чартах | Найвища позиція в чартах | Найвища позиція в чартах | Сертифікації                        | Альбом            |
| Назва                                     | Рік  | CAN                      | AUS                      | DEN                      | FRA                      | GER                      | NLD                      | NZ                       | SWE                      | UK                       | US                       | Сертифікації                        | Альбом            |
| ----------------------------------------- | ---- | ------------------------ | ------------------------ | ------------------------ | ------------------------ | ------------------------ | ------------------------ | ------------------------ | ------------------------ | ------------------------ | ------------------------ | ----------------------------------- | ----------------- |
| «Initiation»                              | 2011 | —                        | —                        | —                        | —                        | —                        | —                        | —                        | —                        | —                        | —                        |                                     | Echoes of Silence |
| «King of the Fall»                        | 2014 | —                        | —                        | —                        | —                        | —                        | —                        | —                        | —                        | —                        | —                        |                                     | Неальбомний сингл |
| «False Alarm»                             | 2016 | 33                       | 72                       | —                        | 98                       | —                        | 79                       | —                        | 89                       | 51                       | 55                       | - MC: Платиновий - RIAA: Платиновий | Starboy           |
| «Curve» (Gucci Mane за участі the Weeknd) | 2017 | 40                       | —                        | —                        | —                        | —                        | —                        | —                        | —                        | 78                       | 67                       | - RIAA: Золотий                     | Mr. Davis         |
| «After Hours»                             | 2020 | 14                       | 11                       | 17                       | 44                       | 35                       | 27                       | 29                       | 10                       | 20                       | 20                       | - ARIA: Золотий                     | After Hours       |

## Інші чартовані пісні
| Назва                                                                            | Рік  | Найвища позиція в чартах | Найвища позиція в чартах | Найвища позиція в чартах | Найвища позиція в чартах | Найвища позиція в чартах | Найвища позиція в чартах | Найвища позиція в чартах | Найвища позиція в чартах     | Найвища позиція в чартах | Найвища позиція в чартах | Сертифікації                                       | Альбом                       |
| Назва                                                                            | Рік  | CAN                      | AUS                      | FRA                      | NLD                      | NZ                       | SWE                      | UK                       | UK<br id="mwCPo"><br>R&amp;B | US                       | US R&B/HH                | Сертифікації                                       | Альбом                       |
| -------------------------------------------------------------------------------- | ---- | ------------------------ | ------------------------ | ------------------------ | ------------------------ | ------------------------ | ------------------------ | ------------------------ | ---------------------------- | ------------------------ | ------------------------ | -------------------------------------------------- | ---------------------------- |
| «High for This»                                                                  | 2011 | —                        | —                        | 97                       | —                        | —                        | —                        | —                        | —                            | —                        | —                        | - MC: Платиновий - RIAA: Платиновий - BPI: Срібний | House of Balloons            |
| «The Morning»                                                                    | 2011 | —                        | —                        | —                        | —                        | —                        | —                        | —                        | —                            | —                        | —                        | - MC: Платиновий - RIAA: Платиновий                | House of Balloons            |
| «In Vein» (Рік Росс за участі the Weeknd)                                        | 2014 | —                        | —                        | —                        | —                        | —                        | —                        | 136                      | 26                           | —                        | 47                       |                                                    | Mastermind                   |
| «Where You Belong»                                                               | 2015 | —                        | —                        | 111                      | —                        | —                        | —                        | 64                       | 13                           | 95                       | 31                       |                                                    | Fifty Shades of Grey         |
| «Pullin Up» (Мік Мілл за участі the Weeknd)                                      | 2015 | —                        | —                        | —                        | —                        | —                        | —                        | —                        | —                            | —                        | 31                       |                                                    | Dreams Worth More Than Money |
| «Real Life»                                                                      | 2015 | 69                       | —                        | —                        | —                        | —                        | 63                       | 72                       | 14                           | 62                       | 23                       | - MC: Золотий                                      | Beauty Behind the Madness    |
| «Losers» (за участі Labrinth)                                                    | 2015 | 88                       | —                        | —                        | —                        | —                        | 72                       | 91                       | 24                           | 85                       | 31                       |                                                    | Beauty Behind the Madness    |
| «Tell Your Friends»                                                              | 2015 | 44                       | —                        | —                        | —                        | —                        | 100                      | 74                       | —                            | 54                       | 20                       | - MC: Золотий - RIAA: Платиновий                   | Beauty Behind the Madness    |
| «Shameless»                                                                      | 2015 | 100                      | —                        | —                        | —                        | —                        | —                        | 120                      | 31                           | 79                       | 27                       | - MC: Золотий                                      | Beauty Behind the Madness    |
| «As You Are»                                                                     | 2015 | —                        | —                        | —                        | —                        | —                        | —                        | 163                      | —                            | —                        | 42                       | - MC: Золотий                                      | Beauty Behind the Madness    |
| «Dark Times» (за участі Ед Ширан)                                                | 2015 | —                        | —                        | —                        | —                        | —                        | 60                       | 92                       | 27                           | 91                       | 35                       | - MC: Золотий - RIAA: Платиновий                   | Beauty Behind the Madness    |
| «Prisoner» (за участі Лана Дель Рей)                                             | 2015 | 51                       | —                        | 113                      | —                        | —                        | 95                       | 78                       | 19                           | 47                       | 16                       | - MC: Золотий                                      | Beauty Behind the Madness    |
| «Angel»                                                                          | 2015 | —                        | —                        | —                        | —                        | —                        | 162                      | 40                       | —                            | —                        | 38                       | - MC: Золотий                                      | Beauty Behind the Madness    |
| «Pray 4 Love» (Тревіс Скотт за участі the Weeknd)                                | 2015 | —                        | —                        | —                        | —                        | —                        | —                        | —                        | —                            | —                        | —                        |                                                    | Rodeo                        |
| «Nocturnal» (Disclosure за участі the Weeknd)                                    | 2015 | —                        | —                        | 179                      | —                        | —                        | —                        | 103                      | —                            | —                        | —                        |                                                    | Caracal                      |
| «FML» (Каньє Вест за участі the Weeknd)                                          | 2016 | —                        | —                        | —                        | —                        | —                        | —                        | 84                       | 23                           | 84                       | 30                       | - RIAA: Платиновий - BPI: Срібний                  | The Life of Pablo            |
| «6 Inch» (Бейонсе за участі the Weeknd)                                          | 2016 | 31                       | —                        | 47                       | —                        | —                        | —                        | 35                       | 12                           | 18                       | 10                       |                                                    | Lemonade                     |
| «True Colors»                                                                    | 2016 | 32                       | —                        | —                        | 76                       | —                        | 66                       | 55                       | 12                           | 48                       | 23                       | - MC: Платиновий - RIAA: Платиновий                | Starboy                      |
| «Stargirl Interlude» (за участі Лани Дель Рей)                                   | 2016 | 51                       | —                        | —                        | 93                       | —                        | —                        | 73                       | 21                           | 61                       | 32                       | - MC: Золотий                                      | Starboy                      |
| «Sidewalks» (за участі Кендріка Ламара)                                          | 2016 | 14                       | —                        | 143                      | 47                       | —                        | 41                       | 30                       | 6                            | 27                       | 12                       | - MC: Платиновий - BPI: Срібний - RIAA: Платиновий | Starboy                      |
| «Six Feet Under»                                                                 | 2016 | 20                       | —                        | —                        | 63                       | —                        | 65                       | 43                       | 9                            | 34                       | 15                       | - MC: Платиновий - RIAA: Платиновий                | Starboy                      |
| «Love to Lay»                                                                    | 2016 | 45                       | —                        | —                        | 97                       | —                        | 85                       | 68                       | 18                           | 71                       | 39                       | - MC: Золотий                                      | Starboy                      |
| «A Lonely Night»                                                                 | 2016 | 40                       | —                        | 117                      | 72                       | —                        | 67                       | 53                       | 11                           | 69                       | 37                       | - MC: Золотий                                      | Starboy                      |
| «Attention»                                                                      | 2016 | 43                       | —                        | —                        | 86                       | —                        | 95                       | 78                       | 24                           | 67                       | 35                       | - MC: Золотий                                      | Starboy                      |
| «Ordinary Life»                                                                  | 2016 | 50                       | —                        | —                        | —                        | —                        | —                        | 79                       | 25                           | 72                       | 40                       | - MC: Золотий                                      | Starboy                      |
| «Nothing Without You»                                                            | 2016 | 46                       | —                        | —                        | —                        | —                        | —                        | 81                       | 26                           | 68                       | 36                       | - MC: Золотий                                      | Starboy                      |
| «All I Know» (за участі Future)                                                  | 2016 | 38                       | —                        | 184                      | 99                       | —                        | —                        | 76                       | 23                           | 46                       | 21                       | - MC: Золотий                                      | Starboy                      |
| «Comin Out Strong» (Future за участі the Weeknd)                                 | 2017 | 43                       | —                        | 82                       | —                        | —                        | —                        | 83                       | 22                           | 48                       | 19                       | - MC: Платиновий - RIAA: Платиновий                | Hndrxx                       |
| «UnFazed» (Lil Uzi Vert за участі the Weeknd)                                    | 2017 | 71                       | —                        | —                        | —                        | —                        | —                        | —                        | —                            | 84                       | 42                       | - RIAA: Золотий                                    | Luv Is Rage 2                |
| «Try Me»                                                                         | 2018 | 7                        | 24                       | 75                       | 43                       | 35                       | 23                       | 17                       | 7                            | 26                       | 16                       | - MC: Золотий                                      | My Dear Melancholy,          |
| «Wasted Times»                                                                   | 2018 | 8                        | 23                       | 111                      | 53                       | 36                       | 30                       | 18                       | 9                            | 27                       | 17                       | - MC: Платиновий - RIAA: Платиновий                | My Dear Melancholy,          |
| «I Was Never There» (з Gesaffelstein)                                            | 2018 | 12                       | 40                       | 112                      | 67                       | —                        | 40                       | —                        | —                            | 35                       | 20                       | - MC: Золотий                                      | My Dear Melancholy,          |
| «Hurt You» (з Gesaffelstein)                                                     | 2018 | 17                       | 37                       | 103                      | 63                       | —                        | 33                       | —                        | —                            | 43                       | 23                       | - MC: Золотий                                      | My Dear Melancholy,          |
| «Privilege»                                                                      | 2018 | 22                       | 45                       | 143                      | 80                       | —                        | 54                       | —                        | —                            | 52                       | 27                       | - MC: Золотий                                      | My Dear Melancholy,          |
| «Skeletons» (Тревіс Скотт за участі Фаррелла Вільямса, Tame Impala і the Weeknd) | 2018 | 42                       | 49                       | 110                      | —                        | —                        | —                        | —                        | —                            | 47                       | 27                       | - MC: Золотий                                      | Astroworld                   |
| «Thought I Knew You» (Нікі Мінаж за участі the Weeknd)                           | 2018 | 69                       | 49                       | —                        | —                        | —                        | —                        | —                        | —                            | 98                       | —                        |                                                    | Queen                        |
| «Price on My Head» (Nav за участі the Weeknd)                                    | 2019 | 18                       | —                        | —                        | —                        | —                        | —                        | 91                       | —                            | 72                       | 29                       | - MC: Платиновий                                   | Bad Habits                   |
| «Alone Again»                                                                    | 2020 | 28                       | —                        | 49                       | —                        | —                        | 51                       | —                        | 13                           | 21                       | 10                       |                                                    | After Hours                  |
| «Too Late»                                                                       | 2020 | 38                       | —                        | 59                       | —                        | —                        | 54                       | —                        | —                            | 28                       | 13                       |                                                    | After Hours                  |
| «Hardest to Love»                                                                | 2020 | 36                       | —                        | 52                       | —                        | —                        | 39                       | —                        | —                            | 25                       | —                        |                                                    | After Hours                  |
| «Scared to Live»                                                                 | 2020 | 33                       | —                        | 56                       | —                        | —                        | 34                       | —                        | —                            | 24                       | 12                       |                                                    | After Hours                  |
| «Snowchild»                                                                      | 2020 | 32                       | —                        | 80                       | —                        | —                        | 72                       | —                        | —                            | 32                       | 16                       |                                                    | After Hours                  |
| «Escape from LA»                                                                 | 2020 | 44                       | —                        | 88                       | —                        | —                        | 90                       | —                        | —                            | 39                       | 21                       |                                                    | After Hours                  |
| «Faith»                                                                          | 2020 | 43                       | —                        | 85                       | —                        | —                        | 81                       | —                        | —                            | 45                       | 24                       |                                                    | After Hours                  |
| «Repeat After Me» (interlude)                                                    | 2020 | 62                       | —                        | 130                      | —                        | —                        | —                        | —                        | —                            | 69                       | 32                       |                                                    | After Hours                  |
| «Until I Bleed Out»                                                              | 2020 | 67                       | —                        | 158                      | —                        | —                        | —                        | —                        | —                            | 80                       | 40                       |                                                    | After Hours                  |
| «Nothing Compares»                                                               | 2020 | —                        | —                        | —                        | —                        | —                        | —                        | —                        | —                            | —                        | —                        |                                                    | After Hours                  |
| «Missed You»                                                                     | 2020 | —                        | —                        | —                        | —                        | —                        | —                        | —                        | —                            | —                        | —                        |                                                    | After Hours                  |
| «Off the Table» (з Аріною Ґранде)                                                | 2020 | 27                       | 32                       | 164                      | 93                       | —                        | —                        | —                        | —                            | 35                       | —                        |                                                    | Positions                    |

## Відеокліпи
| Назва                 | Рік  | Альбом                                                           |
| --------------------- | ---- | ---------------------------------------------------------------- |
| «The Knowing»         | 2012 | House of Balloons                                                |
| «Rolling Stone»       | 2012 | Thursday                                                         |
| «Wicked Games»        | 2012 | House of Balloons                                                |
| «The Zone»            | 2012 | Thursday                                                         |
| «Twenty Eight»        | 2013 | Trilogy                                                          |
| «Kiss Land»           | 2013 | Kiss Land                                                        |
| «Belong to the World» | 2013 | Kiss Land                                                        |
| «Live For»            | 2013 | Kiss Land                                                        |
| «Pretty»              | 2013 | Kiss Land                                                        |
| «Often»               | 2014 | Beauty Behind the Madness                                        |
| «King of the Fall»    | 2014 | —                                                                |
| «Love Me Harder»      | 2014 | My Everything                                                    |
| «Earned It»           | 2015 | Fifty Shades of Grey                                             |
| «The Hills»           | 2015 | Beauty Behind the Madness                                        |
| «Can't Feel My Face»  | 2015 | Beauty Behind the Madness                                        |
| «Tell Your Friends»   | 2015 | Beauty Behind the Madness                                        |
| «The Hills» (Remix)   | 2015 | The Hills Remixes                                                |
| «In the Night»        | 2015 | Beauty Behind the Madness                                        |
| «Starboy»             | 2016 | Starboy                                                          |
| «False Alarm»         | 2016 | Starboy                                                          |
| «Party Monster»       | 2017 | Starboy                                                          |
| «Reminder»            | 2017 | Starboy                                                          |
| «I Feel It Coming»    | 2017 | Starboy                                                          |
| «Secrets»             | 2017 | Starboy                                                          |
| «Xo Tour Llif3»       | 2017 | Luv Is Rage 2                                                    |
| «Call Out My Name»    | 2018 | My Dear Melancholy                                               |
| «Lost in the Fire»    | 2019 | Hyperion                                                         |
| «Power Is Power»      | 2019 | For the Throne: Music Inspired by the HBO Series Game of Thrones |
| «Heartless»           | 2019 | After Hours                                                      |
| «Blinding Lights»     | 2020 | After Hours                                                      |
| «In Your Eyes»        | 2020 | After Hours                                                      |
| «Until I Bleed Out»   | 2020 | After Hours                                                      |
| «Snowchild»           | 2020 | After Hours                                                      |
| «Too Late»            | 2020 | After Hours                                                      |
| «Save Your Tears»     | 2021 | After Hours                                                      |